# Araneus bryantae
Araneus bryantae este o specie de păianjeni din genul Araneus, familia Araneidae, descrisă de Brignoli, 1983. Conform Catalogue of Life specia Araneus bryantae nu are subspecii cunoscute.